# Ochranný znak
Ochranné znaky, případně též rozlišovací znaky jsou v mezinárodním humanitárním právu znaky, které ve válečném konfliktu označují chráněné osoby a objekty, na něž je zapovězeno útočit. Přestože jejich základní význam lze shrnout jako „nestřílejte“ nebo „neútočte“, přesné podmínky se liší v závislosti na příslušném znamení a okolnostech jeho použití. Forma, tvar a barva těchto znaků jsou definovány příslušnými mezinárodními smlouvami. Obvykle je lze snadno nakreslit, aby i improvizované použití bylo co nejjednodušší, a byly vybrány tak, aby byli za všech okolností co nejvíce stručné, rozpoznatelné a viditelné. Používání ochranných značek je omezeno na ozbrojené konflikty a mají je používat pouze způsobilé organizace nebo skupiny k označení svých zaměstnanců, vozidel, budov a dalších objektů. Zneužití ochranných značek je porušením mezinárodního humanitárního práva a je trestné podle vnitrostátního práva všech zemí, které jsou smluvními stranami příslušných dohod. Například v ČR je možné za trestný čin Zneužití mezinárodně uznávaných a státních znaků uložit až výjimečný trest.

## Zdravotnické objekty a personál
Základním symbolem v této oblasti je červený kříž na bílém poli, který byl přijat již v první Ženevské úmluvě z roku 1864. Vychází z vlajky Švýcarska při převrácení barev. V islámských zemí je se stejným významem používán červený půlměsíc, který byl poprvé použit Osmanskou říší roku 1876, oficiálně byl za ochranný symbol přijat revizí Ženevské úmluvy roku 1929. Specifickým symbolem je pak červený lev s červeným sluncem, který byl od roku 1929 používán Persií. Po Islámské revoluci roku 1979 od jeho používání Íránská vláda ustoupila. V roce 2005 byl dodatkovým protokolem k Ženevským úmluvám přijat nábožensky neutrální symbol červeného krystalu. V Izraeli je se stejným významem jako červený kříž používána červená Davidova hvězda, ta však nemá oficiální postavení ochranného symbolu podle mezinárodního práva. Může být umístěna uvnitř červeného krystalu, takový symbol však platí pouze na území Izraele. Šikmý červený pruh na bílém podkladu se používá k označení nemocnic a bezpečných zón.

## Parlamentáři, vzdávající se osoby
Bílá vlajka je již od starověku používána jako znamení kapitulace, zmiňují ji čínští i římští historikové. V Číně tento zvyk vznikl za vlády dynastie Východní Chan (25–220 n. l.), možná i dříve. Římský autor Tacitus popsal bílou vlajku při druhé bitvě u Cremony v roce 69 n. l.. Předpokládá se, že tento zvyk vznikl ve Východě i Západě nezávisle. Roku 1899 II. Haagská úmluva zakotvila definici parlamentáře jako toho, kdo "některou válčící stranou jest zmocněn, aby s druhou stranou vstoupil ve vyjednávání a objeví se s bílým praporem" .
 

Český trestní zákoník stanovuje za zneužití vyhlášeného příměří nebo vlajky příměří trest odnětí svobody na 2-8 let. Za urážku parlamentáře nebo člena jeho průvodu nebo neoprávněné zadržení těchto osob je maximální sazba 5 let.

## Civilní obrana
Mezinárodní znak civilní obrany byl schválen prvním protokolem z roku 1977 který doplňoval Ženevskou konvenci z roku 1949.

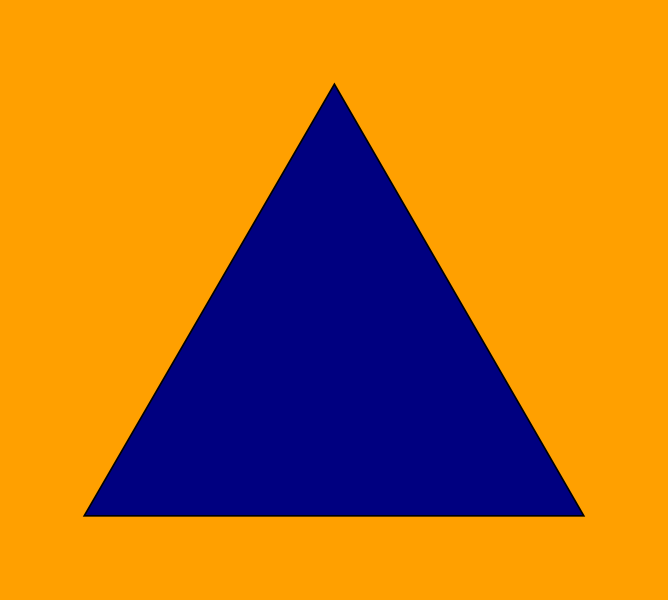

## Kulturní objekty
Kulturními statky (objekty) se v tomto případě rozumí kostely, mešity, synagogy, školy, muzea, památníky, galerie, knihovny a podobné objekty, včetně jejich personálu. Je-li ochranný znak ztrojen, značí to objekt pod speciální ochranou.
 

Nepříliš používaným symbolem k označení kulturních statků je tzv. Roerichův prapor míru. 

## Nebezpečné síly
Jako objekty obsahující nebezpečné síly se označují např. jaderné elektrárny či vodní přehrady, obecně tedy objekty, jejichž zničení by mohlo přivodit katastrofu. 

## Zajatecké a internační tábory

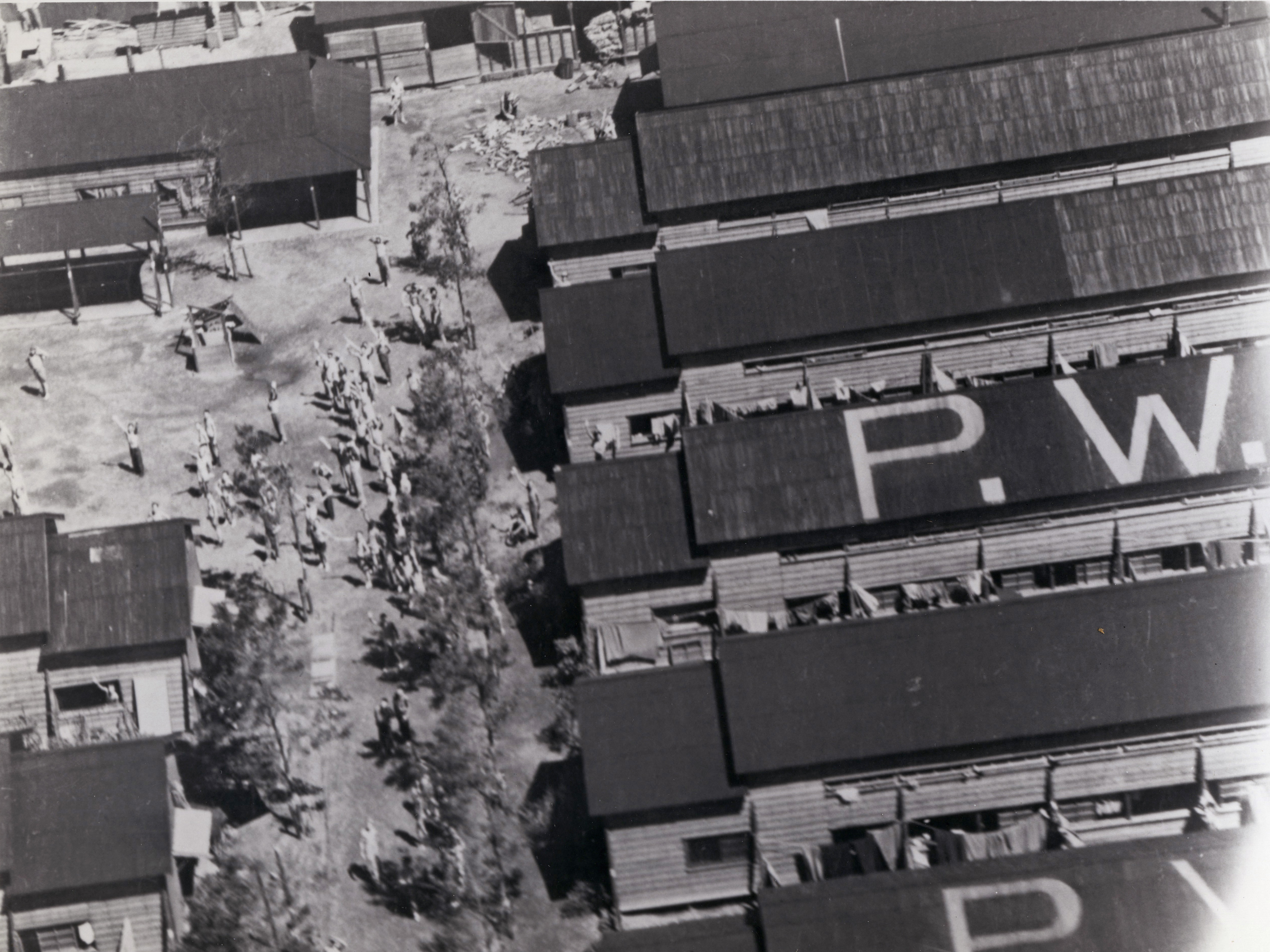
Japonský zajatecký tábor poblíž Jokohamy, srpen 1945

- Tábory válečných zajatců jsou označovány písmeny PW (z anglického prisoner of war), případně PG (z francouzského prisonnier de guerre)[14]
- Tábory internovaných civilistů jsou označovány písmeny IC[15]